# Répertoire de l'orgue
Le répertoire de l'orgue regroupe les œuvres notables par compositeur, par époque ou par forme musicale pour l'orgue.
Le répertoire de l'orgue commence à se constituer avec les améliorations technologiques apportées à l'instrument à partir du XIIIe siècle.

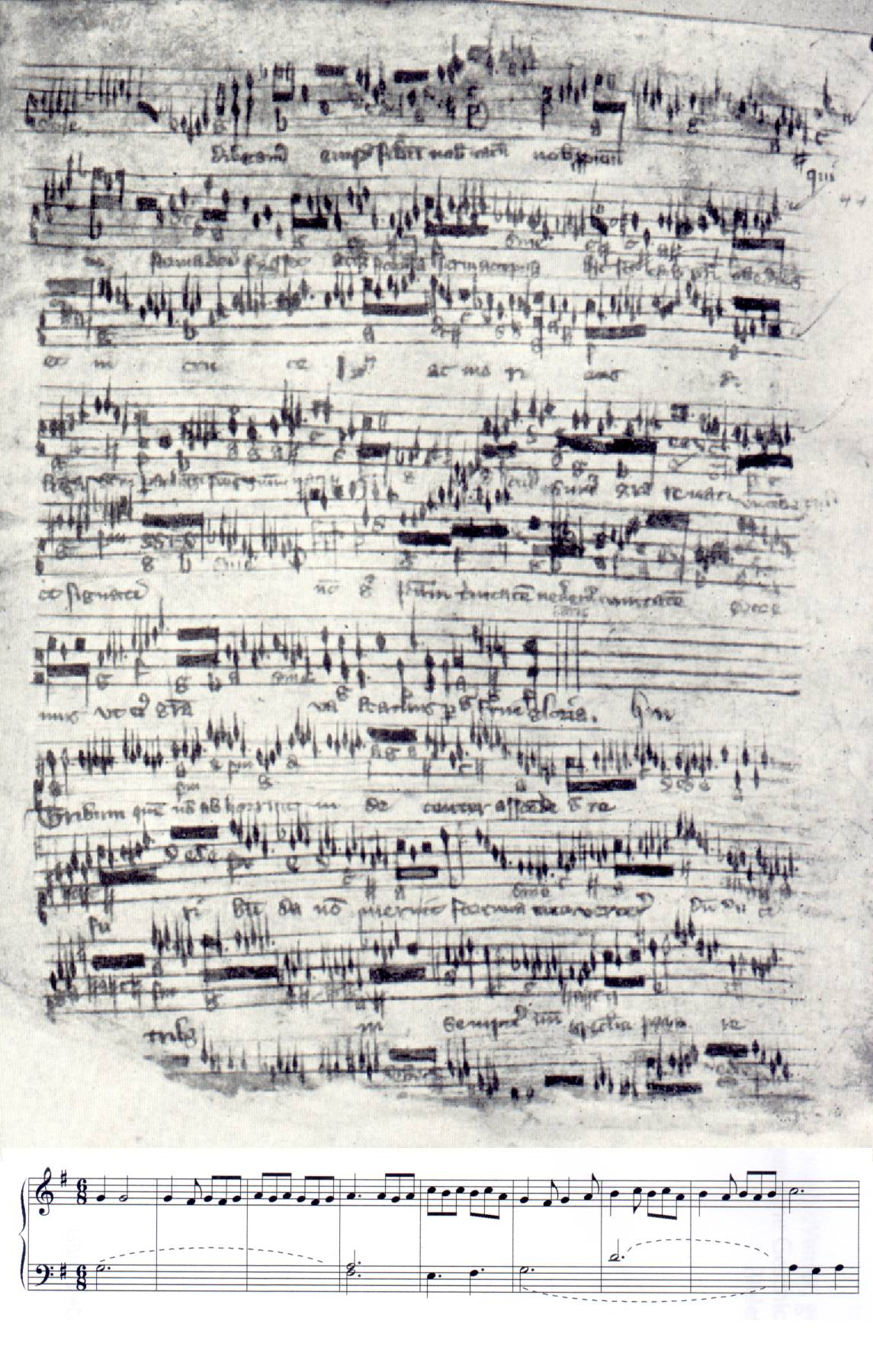
Folio 44r extrait du Codex Robertsbridge de Robertsbridge. Appendix, écrit en 1360. Extrait musical du "Tribum, quem non abhorruit".

## Concerto pour orgue
L'orgue dispose de nombreux concertos, notamment pendant la période baroque avec ceux des compositeurs tels Vivaldi, Haendel ou Corrette.

## Musique d'orgue au travers des époques
L'école française d'orgue est reconnue à partir de la Renaissance, avec les publications de Pierre Attaingnant entre 1547 et 1557.
Parallèlement, différentes écoles d'orgue apparaissent dans les différents territoires de l'empire allemand à partir de la Renaissance. 
- Écoles allemandes d'orgue

D'autres écoles d'orgue se créent également dans le reste de l'Europe (Angleterre, Espagne…) pendant la période baroque :
- Musique organistique espagnole

## Symphonie pour orgue
Héritière de l'école française d'orgue, la symphonie pour orgue est marquée par les compositeurs : César Franck, Charles-Marie Widor, Alexandre Guilmant (qui préfère intituler ses œuvres « Sonates ») et Louis Vierne.